# Nichtthermisches Plasma
Nichtthermische Plasmen (häufig NTP abgekürzt), auch Nichtgleichgewichtsplasmen sind Plasmen, die sich nicht im thermischen Gleichgewicht befinden, in denen sich also z. B. die Temperaturen der enthaltenen Teilchensorten (Neutralteilchen, Ionen, Elektronen) signifikant unterscheiden.

## Grundlagen
Thermisches Ungleichgewicht kann in technischen Realisierungen verschiedene Ursachen haben:
- Reduzierter Gasdruck, Niederdruckplasma

Bei reduzierten Drücken (z. B. weniger als 100 Pa = 0,001 bar) ist die mittlere freie Weglänge so groß, dass keine nennenswerte Energieübertragung zwischen den Teilchen stattfinden kann, dass also kein thermisches Gleichgewicht entstehen kann. Über Einkopplung elektromagnetischer Wellen werden aber dennoch die freien Elektronen selektiv geheizt. Für den Großteil aller Gasteilchen liegt die Temperatur bei Raumtemperatur, das Plasma enthält aber Elektronen, die eine sehr hohe mittlere kinetische Energie aufweisen, die mit Temperaturen von über 10000 K einhergeht.
Diese energiereichen Elektronen und die energiereiche Strahlung von Elektronenübergängen sind zur Einleitung von chemischen Reaktionen an Oberflächen bzw. in oberflächennahen Bereichen befähigt, die selbst die Modifizierung stabilster chemischer Strukturen beinhalten kann. Gleichzeitig findet keine thermische Belastung dieser Oberfläche statt, da die makroskopische Temperatur des Plasmas der Umgebung angepasst ist.
- Zeitlich stark variierende Plasmaparameter

In so genannten Dielektrisch behinderten Entladungen (Entladungen mit dielektrischer Barriere) werden trotz normalen Gasdrucks Plasmen weit ab vom thermischen Gleichgewicht erzeugt. Durch eine hochfrequente Wechselspannung bilden sich mit jeder Periode an anderen Stellen winzige Entladungskanäle, so genannte Streamer aus. Da die Entladungskanäle nur einen Bruchteil des gesamten Entladungsvolumens ausmachen und die Zeitdauer der Entladung durch die kapazitive Kopplung stark begrenzt ist, bleibt die mittlere Gastemperatur in der Entladung niedrig, also in der Nähe der Raumtemperatur.
Ein weiteres Beispiel sind gepulste Plasmen d. h. Plasmen, die nur für Sekundenbruchteile angeregt werden, d. h. in dieser auch nicht das thermische Gleichgewicht erreichen können.

## Anwendung
In der Abgasreinigung werden nichtthermische Plasmen gezielt zur Beseitigung von Gerüchen und bestimmten Kohlenwasserstoffen eingesetzt. Der Einsatz von nichtthermischen Plasmen zur Abgasreinigung zählt zu den entsorgenden Verfahren, da eine möglichst vollständige Oxidation von Kohlenwasserstoffen angestrebt wird. Anwendung finden diese Abgasreinigungsverfahren insbesondere in der Lebensmittel- und Tierfutterindustrie. Auch zur Reduzierung von Bioaerosolen aus der Abluft einer Kompostierungsanlage wurde nichtthermisches Plasma – in Kombination mit einem Biofilter – erfolgreich eingesetzt. In der Erprobung befindet sich auch die Entkeimung von PET-Flaschen mittels nichtthermischem Plasma.
Die Verwendung von Reinigungsgeräten für Innenraumluft, die auf der Basis von nichtthermischem Plasma funktionieren, wird dagegen wegen der möglichen Bildung von Ozon als kritisch angesehen. So konnten in der behandelten Luft neu gebildete Luftschadstoffe nachgewiesen werden. Der österreichische Arbeitskreis Innenraumluft im Klimaschutzministerium (BMK) rät in seinem Positionspapier zu Luftreinigern von der Verwendung der Ionisationstechnologie („Kaltplasma“) ab, da die Gefahr besteht, dass bei Verwendung kurzlebige reizende chemische Nebenprodukte und Gerüche entstehen und da unbedenkliche Alternativen bestehen. Ein Nachweis der Unbedenklichkeit wäre auf Grund der Unmöglichkeit, die extrem kurzlebigen Reaktionsprodukte analytisch zu erfassen, theoretisch gar nicht möglich.
Zur Geruchsentfernung von Textilien werden handliche, akkubetriebene Geräte angeboten. Auch hier entsteht Ozon als Nebenprodukt, was aufgrund der geringen Mengen für den Menschen unbedenklich sei.

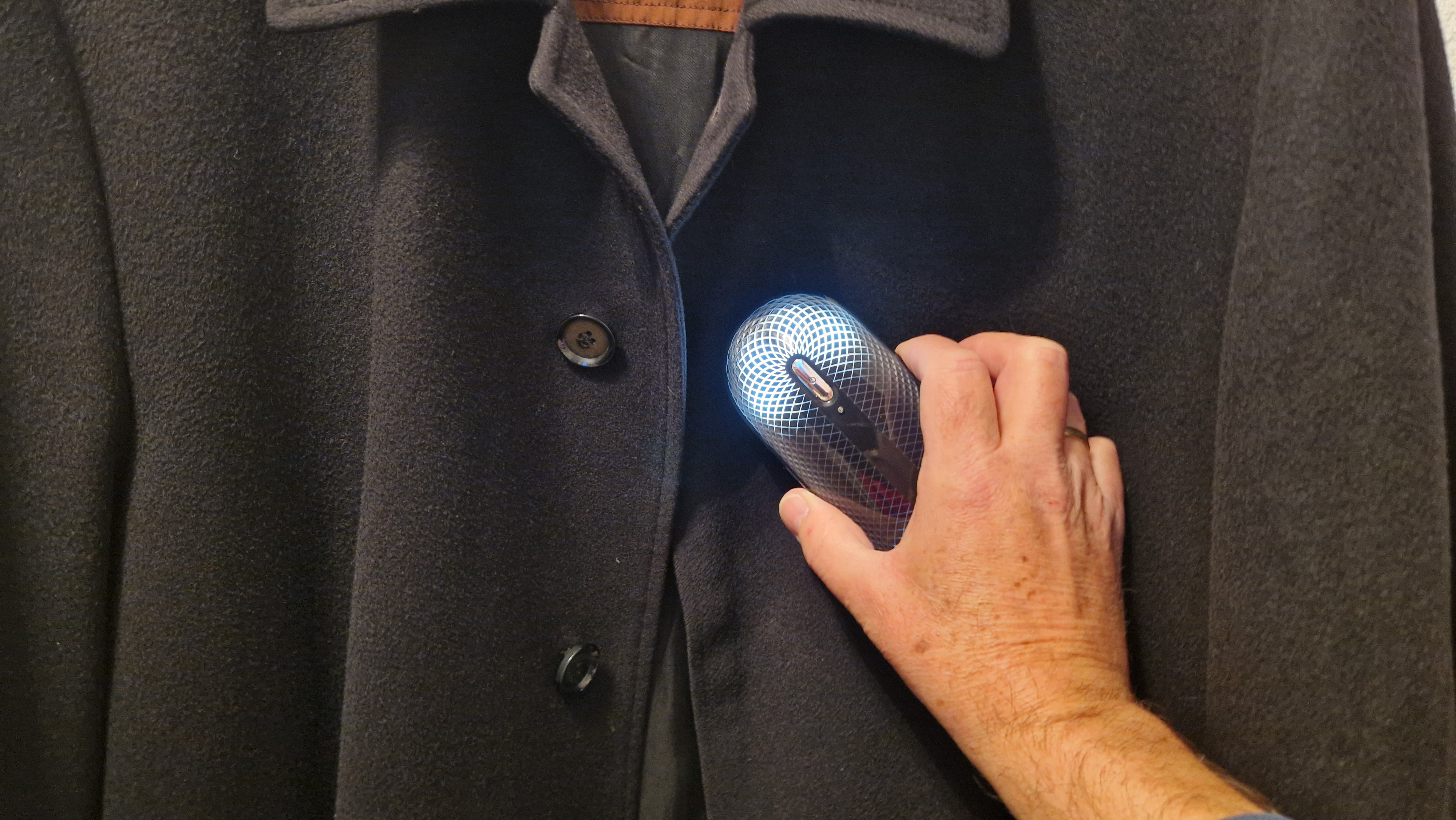
Kaltplasmagerät zur Geruchsentfernung von Textilien

Eine weitere Anwendung nichtthermischer Plasmen liegt in der Plasmamedizin, zum Beispiel bei der Kaltplasmatherapie schlecht oder nicht heilender chronischer Wunden, bei der man sich die antimikrobielle Wirkung „kalten Plasmas“ zunutze macht und mit einem sogenannten „Plasmastifts“ gegen die Wundheilungsstörung anzugehen versucht. Eine Studie ergab, dass die Kaltplasmatherapie bei Wunden des unteren Beins der Standardtherapie dahingegen überlegen ist, dass eine vollständige Wundschließung während der Behandlungsphase möglich ist und weniger Antibiotika eingesetzt werden müssen.
Außerdem wird nichtthermisches Plasma bei der Erzeugung von Leiterbahnen auf Kunststoffsubstraten eingesetzt.